# Еціо Лоїк
Е́ціо Ло́їк (італ. Ezio Loik, нар. 26 вересня 1919, Фіуме — пом. 4 травня 1949, Суперга) — італійський футболіст, півзахисник.
Насамперед відомий виступами за клуб «Торіно», а також національну збірну Італії. 
Один з головних бомбардирів зіркового складу «Торіно», який домінував в італійському футболі у 1940-х роках. Разом з партнерами по туринській команді трагічно загинув в авіакатастрофі на горі Суперга 4 травня 1949 року.
П'ятиразовий чемпіон Італії. Дворазовий володар Кубка Італії.

## Клубна кар'єра
Народився 26 вересня 1919 року в місті Фіуме (сучасна Рієка), яке саме стало самопроголошеною вільною державою. Вихованець футбольної школи місцевого клубу «Леоніда».
У дорослому футболі дебютував 1936 року виступами за команду клубу «Фіумана», в якій провів один сезон, взявши участь у 41 матчі чемпіонату. 
Згодом з 1937 по 1942 рік грав у складі «Мілана» та «Венеції». У складі останньої виборов титул володаря Кубка Італії (1941).
1942 року перейшов до клубу «Торіно», за який встиг відіграти 7 сезонів. Більшість часу, проведеного у складі «Торіно», був основним гравцем команди. Був одним з головних бомбардирів команди, маючи середню результативність на рівні 0,4 гола за гру першості. За цей час додав до переліку своїх трофеїв п'ять титулів чемпіона Італії, знову ставав володарем Кубка Італії. 
Свій останній, п'ятий, титул чемпіона Італії в сезоні 1948–49 Лоїк отримав уже посмертно — 4 травня 1949 року команда трагічно загинула в авіакатастрофі на горі Суперга неподалік Турина. До кінця першості лишалося 4 тури, «Торіно» очолював турнірну таблицю, і всі загиблі гравці клубу посмертно отримали чемпіонський титул після того, як гравці молодіжної команди клубу, що догравали сезон, виграли в усіх чотирьох останніх матчах першості. Варто зазначити, що їх суперники («Дженоа», «Сампдорія», «Палермо» та «Фіорентіна») в цих матчах з поваги до загиблих чемпіонів також виставляли на поле молодіжні склади своїх клубів.

## Виступи за збірну
1942 року дебютував в офіційних матчах у складі національної збірної Італії. Протягом кар'єри в національній команді, яка протривала 8 років, встиг провести лише 9 матчів, забивши 4 голи.

## Титули і досягнення
- Чемпіон Італії (5):

«Торіно»:  1942–43, 1945–46, 1946–47, 1947–48, 1948–49
- Володар Кубка Італії (2):

«Венеція»:  1940–41
«Торіно»:  1942–43